# UC-31号潜艇
陛下之UC-31号艇是德意志帝国海军于第一次世界大战期间建造的其中一艘UC-II型近岸布雷潜艇或称U艇。它由汉堡的伏尔铿船厂承建，于1916年8月7日新船下水，至同年9月2日交付使用。其全长49.45米，水面及水下排水量分别为400吨和480吨，艇载武器则包括三具鱼雷发射管、六具水雷滑射槽以及一门88毫米口径甲板炮。UC-31号入役后曾被部署至北海的第一区舰队和驻比利时的佛兰德区舰队，并参与了大西洋潜艇战。通过其十三次巡逻，共直接或间接击沉38艘协约国或中立国舰船，容积总吨累计为51017吨。战后，根据对德停战协定的要求，UC-31号于1918年11月26日被引渡至英国哈维奇正式投降，至1922年在景宁镇拆解报废。

## 设计
1915年秋天，由于中立国美国的干预，U艇战几乎陷入停顿，导致德国广泛开展《国际法》所允许的水雷战，从而使布雷潜艇的需求量相应增加。德意志帝国海军潜艇监察局（Inspektion des U-Bootwesens）的开发部门留意到了这一点，遂以UB-II型为基础，按照兼顾布雷效率和生产速度的要求，以41号工程的名义设计了UC-II型潜艇。为了弥补前型UC-I型的缺陷，UC-II型艇不仅更大，而且采用双轴推进系统。然而，与前型最主要的区别在于，UC-II型艇重新运用了双壳体结构。但它并非纯粹的双体潜艇，而是一种中间过渡型；因为外层没有封闭耐压壳体，而是作为鞍形水柜附在上方。
UC-31号是64艘UC-II型方案的其中一艘。这个亚型的艇体结构与UB-II型类似，但体积更大，全长为49.45米，并有3.68米的吃水深度；由于不再考虑铁路运输的装载限界，舷宽也得以增至5.22米。其水上和水下排水量分别为400吨和480吨。艇只采用两台猛狮六缸四冲程500匹公制馬力（370千瓦特）柴油机用于水面运行，以及两台460匹公制馬力（340千瓦特）的西门子-舒克特电动发电机用于水下航行；水面最高航速11.6節（21.5每小時），水下6.6節（12.2每小時）；能够在水面以7節（13每小時）航速续航9,260海里（17,150），或以4節（7.4每小時）连续在水下航行53海里（98）而无需充电。其潜没需时约为48秒，能够在50米的深度下运作。
作为布雷潜艇，UC-31号改将六具布雷滑射槽安装在艇体前部，每具储存井内的水雷数量增至3枚，即合共18枚UC200型水雷。布雷时只需将存储井底部的盖板打开，水雷便可凭借自身重量滑入水中。随着滑射槽长度增加，艇体艏楼的上层建筑被抬高，上层建筑与司令塔之间的凹陷处布置了一门88毫米30倍径速射炮作为甲板炮。但由于位置相对较低，火炮甲板在恶劣海况下很容易被涌浪淹没。此外，UC-31号还装备有三具500毫米鱼雷发射管，这极大提升了潜艇的攻击能力。其中艇艏两具外置在两侧、艇艉一具则为内置式，并可搭载合共7枚G6型鱼雷。其标准船员编制为3名军官及23名水兵。

## 历史
UC-31号是汉堡伏尔铿船厂承建的首批（UC-25至UC-33号）UC-II型潜艇的七号艇，由国家海军办公室于1915年8月29日订购，建造编号为70。它于1916年8月7日新船下水，至同年9月2日在首度担任艇长的海军中尉奥托·冯·施拉德尔指挥下正式投运，随即展开海试。完成海试后，该艇于12月10日被编入驻布伦斯比特尔科格的第一潜艇区舰队服役。
在为期两年多的服役生涯中，UC-31号参与了大西洋潜艇战，足迹遍及桑德兰、弗兰伯勒角、斯特朗塞岛、皇后镇沿岸以及北海海峡、费尔岛周边以及爱尔兰岛北岸周边等多处水域。尽管曾一度被部署至驻比利时的佛兰德区舰队，但该艇的所有战功都是在第一区舰队中取得的。通过其十三次布雷及破交战巡逻，UC-31号合共击沉协约国或中立国的35艘商船和3艘辅助军舰，容积总吨累计为51017吨。其中，体积最大的受害者是注册吨位为5404吨的荷兰货轮阿姆斯特尔兰号（Amstelland）；它于1917年7月1日从布宜诺斯艾利斯驶往贝尔法斯特途中，在加利角以南约35海里（65）处遭鱼雷击沉。此外，隶属英国皇家海军的驱逐舰魔术号也曾于1918年4月10日在距法纳德角东北偏东约1.5海里（2.8）处撞上由UC-31号布设的水雷，造成25名官兵阵亡；但该舰并未沉没，而是被拖入了斯威利湖并成功修复。这是UC-31号取得的最后一项战功。
战后，根据对德停战协定的要求，UC-31号于1918年11月26日被引渡至英国哈维奇正式向协约国投降。1919年3月3日，英国海军部将艇体作价1125英镑售予乔治·科恩，发动机则以每吨8英镑的价格售予H·G·尼科尔森。UC-31号最终于1922年在景宁镇拆解报废。

## 袭击历史摘要
| 日期           | 船名             | 船籍         | 吨位 | 结局 |
| -------------- | ---------------- | ------------ | ---- | ---- |
| 1916年12月31日 | 保护者号         | 英国         | 200  | 击沉 |
| 1917年1月4日   | 伦克拉拉号       | 英国         | 1294 | 击沉 |
| 1917年1月25日  | O·B·苏尔号       | 丹麦         | 1482 | 击沉 |
| 1917年1月28日  | 亚历山德拉号     | 英国         | 179  | 击沉 |
| 1917年1月29日  | 三叶草号         | 英国         | 173  | 击沉 |
| 1917年1月29日  | 蓟号             | 英国         | 167  | 击沉 |
| 1917年1月31日  | 雷文斯伯恩号     | 英国         | 1226 | 击沉 |
| 1917年2月24日  | 善行号           | 英国         | 1963 | 击沉 |
| 1917年3月29日  | 凯思琳·莉莉号    | 英国         | 521  | 击沉 |
| 1917年3月30日  | 哈伯顿号         | 英国         | 1443 | 击沉 |
| 1917年4月4日   | 黑尔嘉号         | 丹麦         | 839  | 击沉 |
| 1917年4月5日   | N·J·弗约德号     | 丹麦         | 1425 | 击沉 |
| 1917年4月6日   | 斯特拉思兰诺赫号 | 英國皇家海軍 | 215  | 击沉 |
| 1917年4月11日  | 泥泞号           | 英国         | 993  | 击沉 |
| 1917年4月12日  | 迪娜·欣德里卡号  | 荷蘭         | 200  | 击沉 |
| 1917年4月12日  | 尼普顿号         | 荷蘭         | 209  | 击沉 |
| 1917年4月12日  | 联盟号           | 丹麦         | 152  | 击沉 |
| 1917年4月12日  | 前进号           | 荷蘭         | 147  | 击沉 |
| 1917年4月14日  | 斯普雷号         | 英国         | 1072 | 击沉 |
| 1917年4月15日  | 布拉德托夫特号   | 英国         | 155  | 击沉 |
| 1917年5月6日   | 波塞冬一号       | 荷蘭         | 98   | 击沉 |
| 1917年5月8日   | 萨雷法号         | 英國皇家海軍 | 279  | 击沉 |
| 1917年5月17日  | 阿斯彭号         | 瑞典         | 3103 | 击伤 |
| 1917年5月17日  | 维肯号           | 瑞典         | 1825 | 击沉 |
| 1917年6月30日  | 湖中妖女号       | 英国         | 51   | 击沉 |
| 1917年7月1日   | 阿姆斯特尔兰号   | 荷蘭         | 5404 | 击沉 |
| 1917年7月2日   | 瑟尔比号         | 英国         | 2009 | 击沉 |
| 1917年7月3日   | 斗牛士号         | 英国         | 3642 | 击沉 |
| 1917年8月7日   | 奥塔莉亚号       | 瑞典         | 1205 | 击伤 |
| 1917年8月11日  | 侯拉尔号         | 丹麦         | 548  | 击沉 |
| 1917年8月12日  | 博加特耶尔号     | 丹麦         | 1360 | 击沉 |
| 1917年9月8日   | 纽霍姆号         | 英国         | 3399 | 击沉 |
| 1917年9月11日  | 琴托号           | 英国         | 3708 | 击伤 |
| 1917年9月16日  | 四兄弟号         | 法國         | 53   | 击沉 |
| 1917年11月13日 | 阿梅莉号         | 比利时       | 1135 | 击沉 |
| 1917年11月13日 | 奥斯特拉尔布什号 |              | 4398 | 击沉 |
| 1917年11月19日 | 摩洛哥卡拉号     | 英國皇家海軍 | 265  | 击沉 |
| 1918年1月21日  | 蒂林角号         | 英国         | 1718 | 击沉 |
| 1918年1月29日  | 埃塞琳达号       | 英国         | 3257 | 击沉 |
| 1918年4月1日   | 阿德格拉斯号     | 英国         | 4617 | 击沉 |
| 1918年4月5日   | 昔兰尼号         | 英国         | 2904 | 击沉 |
| 1918年4月10日  | 魔术号           | 英國皇家海軍 | 1025 | 击伤 |

## 脚注
1. 1 2 3  Helgason, Guðmundur. . German and Austrian U-boats of World War I - Kaiserliche Marine - Uboat.net.   [2009-02-22].
2. ↑  Tarrant，第173頁.
3. 1 2 3  Gröner 1991，第31-32頁.
4. 1 2  Helgason, Guðmundur. . German and Austrian U-boats of World War I - Kaiserliche Marine - Uboat.net.   [2015-02-16].
5. ↑  Helgason, Guðmundur. . German and Austrian U-boats of World War I - Kaiserliche Marine - Uboat.net.   [2015-02-16].
6. ↑  Helgason, Guðmundur. . German and Austrian U-boats of World War I - Kaiserliche Marine - Uboat.net.   [2015-02-16].
7. ↑  陈进，第48頁.
8. ↑  陈进，第46頁.
9. ↑  Michelsen，第48頁.
10. ↑  陈进，第165頁.
11. ↑  NARS，第125頁.
12. 1 2 3  Helgason, Guðmundur. . German and Austrian U-boats of World War I - Kaiserliche Marine - Uboat.net.   [2015-02-16].
13. ↑  Helgason, Guðmundur. . German and Austrian U-boats of World War I - Kaiserliche Marine - Uboat.net.   [2022-08-25].
14. ↑  Helgason, Guðmundur. . German and Austrian U-boats of World War I - Kaiserliche Marine - Uboat.net.   [2022-08-25].
15. ↑  Dodson & Cant，第131頁.